# Jean-Sébastien Vialatte
Pour les articles homonymes, voir Vialatte.
Jean-Sébastien Vialatte, né le 30 janvier 1951 à Saint-Étienne, est un homme politique français, membre du parti Les Républicains.

## Biographie
Jean-Sébastien Vialatte est pharmacien-biologiste de formation.

### Carrière politique
Élu député le 16 juin 2002 pour la XIIe législature (2002-2007) dans la 7e circonscription du Var, il est réélu le 19 juin 2007 pour la XIIIe législature (2007-2012) puis le 18 juin 2012 pour la XIVe législature (2012-2017). Il fait partie du groupe UMP puis LR.
Il soutient la candidature de François Fillon pour la présidence de l'UMP lors du congrès d'automne 2012. Il démissionne de son poste de secrétaire départemental du parti, disant ne pas se reconnaître dans « cette guerre des ego » en cours.
Il soutient Bruno Le Maire pour la primaire présidentielle des Républicains de 2016. En septembre 2016, il est nommé avec plusieurs personnalités délégué général au projet de la campagne.
Candidat à un nouveau mandat de député lors des élections législatives de 2017, il est éliminé dès le premier tour en ne terminant qu'en troisième position, devancé par les candidats de La République en marche ! et du Front national.

### Poursuites pénales
Dans la soirée du lundi 13 mai 2013, à la suite des violences survenues en marge des célébrations de la victoire du Paris Saint-Germain Football Club au championnat de France, le député écrit sur Twitter le texte suivant : « Les casseurs sont surement descendants d'esclaves ils ont des excuses. Taubira va leur donner une compensation. » Ces propos provoquent un tollé sur les réseaux sociaux et dans la plupart des médias. À la suite de la polémique, il décide de retirer son tweet et présente ses regrets : « J'ai fait l'amalgame avec la politique laxiste en matière de justice de Mme Taubira, qui conduit aux événements d'hier [lundi], parce qu'aujourd'hui les casseurs sont persuadés qu'ils n'auront pas de sanction. » « C'était rien de plus, je regrette vraiment que ça provoque un tel tollé parce que loin de moi l'idée d'avoir le moindre propos raciste. »
Le Collectifdom a déposé le 31 mai 2013 au tribunal correctionnel de Paris une citation directe contre le député.
Poursuivi pour « provocation à la haine raciale », il est condamné le 19 septembre à 2 000 euros d'amende et 4 000 euros de dommages et intérêts par le tribunal correctionnel de Paris.

## Mandats
- depuis le 19 juin 1995 : maire de Six-Fours-les-Plages (Var). Reconduit dans ses fonctions aux élections municipales de 2020, il l'emporte avec 51 % des voix[10] sous l'étiquette Divers droite ;
- depuis 2002 : 2e vice-président de la communauté d'agglomération Toulon Provence Méditerranée, délégué à la culture ;
- 23 mars 1998 - 15 juillet 2002 : vice-président du conseil général du Var ;
- 19 juin 2002 - 20 juin 2017 : député du Var, réélu en 2007 et en 2012 ; battu au premier tour aux législatives 2017.